# Diecezja Uromi
Diecezja Uromi – diecezja rzymskokatolicka  w Nigerii. Powstała w 2005.

## Biskupi diecezjalni
- Bp Augustine Akubeze (2005 — 2011)
- bp Donatus Aihmiosion Ogun (od 2014)